# УКСК 3С14
Універсальний корабельний стрільбовий комплекс 3С14 (УКСК) (рос. Универсальный корабельный стрельбовый комплекс 3С14) — російська корабельна вертикальна пускова установка виробництва концерну «Морінформсистема-Агат». Розроблений ВАТ «Конструкторське бюро спеціального машинобудування» (КБСМ), яке входить до складу ВАТ «Концерн ППО „Алмаз-Антей“». Комплекс призначений для запуску наявних та перспективних крилатих та протичовнових ракет. Встановлюється на нові кораблі російського флоту, пропонується на експорт.

## Модифікації
Випускається у кількох виконаннях:
- Підпалубна установка 3С-14Э — розміщується у спеціально обладнаному підпалубному льоху
- Контейнерна підпалубна установка 3С-14КЭ (на 4 ракети) — не потребує спеціально обладнаного льоху, є російським аналогом популярної концепції контейнерних установок типу mk41.

Існує також палубна модифікація:
- Похила палубна установка 3С-14ПЭ (на 2 ракети) — встановлюється на палубі.

## Розмірність пускових установок
| Індекс ПУ | Тип ПУ         | Кількість комірок в модулі | Висота ПУ, мм | Ширина ПУ, мм | Довжина ПУ, мм | Маса ПУ, кг | Час відкриття кришки, с | Споживана потужність кВт |
| --------- | -------------- | -------------------------- | ------------- | ------------- | -------------- | ----------- | ----------------------- | ------------------------ |
| 3С14У1    | безконтейнерна | 8                          | 9580          | 2180          | 3960           | 14000       | 2,5                     | 30                       |
| 3С14У2    | безконтейнерна | 4                          | 9580          | 2180          | 2280           | 7000        | 2,5                     | 30                       |
| 3С14УК1   | контейнерна    | 8                          | 9580          | 2300          | 4100           | 17000       | 2,5                     | 32                       |
| 3С14УК2   | контейнерна    | 4                          | 9580          | 2300          | 2300           | 9500        | 2,5                     | 32                       |

## Застосовувані ракети
Наразі, УКБ 3С14 уніфіковано під запуск наступних ракет:
- сімейство «Калібр»
  - 3М54Т / 3М54ТЭ (протикорабельна ракета)
  - 3М54Т1 / 3М54ТЭ1 (протикорабельна ракета)
  - 3М14Т / 3М14ТЭ (крилата ракета великої дальності)
  - 91РТ2 / 91РТЭ2 (протичовнова ракета)
  - 91РЭ1 з малогабаритною протичовновою торпедою МПТ-1УМ/МПТ-1УМЭ зі складу комплексу «Отвєт[ru]»[2]
- сімейство «Онікс» / «Яхонт»
  - 3М55 (протикорабельна ракета)
  - BrahMos (протикорабельна ракета)
- сімейство «Циркон»
  - 3М22 (перспективна гіперзвукова протикорабельна ракета)[3]

## Носії
На 2017 рік носіями ПУ 3С14 є:
- Адмірал Нахімов (атомний крейсер)
- Фрегати проєкту 22350
- Фрегати проєкту 11356
- Корвети проєкту 20385[en]
- Ракетні кораблі проєкту 11661[en]
- Малі ракетні кораблі проєкту 21631
- Малі ракетні кораблі проєкту 22800